# Pensamientos mortales
Pensamientos mortales (Mortal Thoughts en V.O.) es una película de suspense de 1991 dirigida por Alan Rudolph y protagonizada por Demi Moore, Bruce Willis y Harvey Keitel.

## Argumento
La película se centra en Cynthia Kellogg (Demi Moore), quien es interrogada por dos detectives de homicidios al ser acusada de encubrir a su amiga Joyce (Glenne Headly) después de que esta, matara aparentemente a su marido que la maltrataba: James Urbansky (Bruce Willis).
Mediante flashbacks, la mujer detalla los momentos tormentosos por los que tuvo que pasar desde que se casara y cómo desde el principio de la boda empezó a mostrar comportamientos violentos hasta tal punto de querer matarle.
En los interrogatorios también detallan la sospecha sobre el marido de Cyntia (John Pankow), quien pudo avisar a la policía.

## Reparto
- Demi Moore es Cynthia Kellogg.
- Bruce Willis es James Urbanski.
- Glenne Headly es Joyce Urbanski.
- John Pankow es Arthur Kellogg.
- Harvey Keitel es Detective John Woods.
- Billie Neal es Detective Linda Nealon.
- Frank Vincent y Doris McCarthy son Dominic y Jeanette, (Padres de Joyce).
- Karen Shallo es Gloria, (Madre de James).